# D6 (Val-de-Marne)
De D6 is een departementale weg in het Franse departement Val-de-Marne ten zuidoosten van Parijs. De weg loopt van de Porte de Charenton in Parijs naar Créteil.

## Geschiedenis
Tot 1978 was de D6 onderdeel van de N5. In dat jaar werd deze weg omgenummerd tot N6. De N6 begon voorheen pas bij Sens.
In 2006 werd de weg overgedragen aan het departement Val-de-Marne, omdat de weg geen belang meer had voor het doorgaande verkeer. De weg is toen omgenummerd tot D6.